# Xkhara
El mont Xkhara (en georgià: შხარა), 5 068 m, és el tercer cim més alt del Caucas i el punt més alt de Geòrgia. Es troba a la regió de Svaneti al llarg de la frontera amb Rússia, a 88 km al nord de la ciutat de Kutaisi, la segona ciutat de Geòrgia. El pic es troba a la part central de la cadena del Gran Caucas, al sud-est de l'Elbrús (la muntanya més alta d'Europa si es considera el Caucas com la frontera amb Àsia).
El cim va ser coronat per primer cop l'any 1888 pel muntanyenc britànic John Garford Cockin, acompanyat pels guies suïssos Ulrich Almer i Christian Roth. L'expedició va pujar per la ruta nord-est de la muntanya.